# Maradona, sueño bendito
Maradona, sueño bendito es una serie de televisión por internet biográfica y dramática argentina de 2021. La historia se centra en la vida del futbolista Diego Maradona. La serie fue estrenada por la plataforma de video bajo demanda Prime Video y emitida secundariamente por el canal de televisión de aire El Nueve. Fue producida por BTF Media, Dhana Media y Latin We, y distribuida por Amazon Studios.
La serie está protagonizada por Juan Cruz Romero, Juan Palomino, Nazareno Casero, Nicolás Goldschmidt, Julieta Cardinali, Laura Esquivel, Mercedes Morán, Rita Cortese, Pepe Monje, Claudio Rissi, Peter Lanzani, Leonardo Sbaraglia, Marcelo Mazzarello, entre otros. Antes de su estreno, se confirmó que la serie había sido renovada para una segunda temporada de 10 episodios con fecha de estreno a confirmar.
El 28 de octubre de 2021 se realizó la avant premiere que consistió en una transmisión especial por Canal 9 del primer capítulo de la serie «Promesa», desde la cancha de Argentinos Juniors, donde Maradona hizo sus primeros pasos deportivos. El evento contó además con los protagonistas de la serie y con música en vivo donde destacaron Valeria Lynch interpretando «Me das cada día más», canción asociada a Maradona, y Juanse interpretando «Para siempre Diego». El 29 de octubre de 2021 la serie se estrenó oficialmente a través de la plataforma Amazon Prime Video, donde se publicaron los primeros cinco capítulos de la serie.En 2022 se supo que la segunda temporada ha sufrido retrasos debido a que Claudia Villafañe y Guillermo Coppola, han reclamando una indemnización de más de 10 millones de dólares debido a que no se les permitió revisar los guiones de la primera temporada de la serie y, por lo tanto, no firmaron las autorizaciones correspondientes para que se mostraran esas partes de sus vidas. En 2024, según el actor Nazareno Casero, una segunda temporada ha sido descartada debido a su imposibilidad de solucionar las situaciones jurídicas. 

## Sinopsis
La serie sigue la vida del famoso futbolista argentino Diego Armando Maradona, en diferentes etapas de su vida, comenzando por los inicios de su carrera en Villa Fiorito y en Argentinos Juniors. Seguidamente, narrará su etapa de gloria con la selección argentina en la Copa Mundial en México '86 y en su paso por el Nápoles. Luego la historia se centrará en su tormentosa etapa adulta, contando su homenaje en La Bombonera en 2001, su dirección técnica en el Mundial Sudáfrica 2010 y sus escándalos mediáticos. Finalizando en una segunda temporada donde se contará su vuelta a la Argentina y posterior muerte.

## Elenco

### Principal
- Juan Palomino como Diego Maradona (adulto)
- Nazareno Casero como Diego Maradona (joven)
- Nicolás Goldschmidt como Diego Maradona (adolescente)
- Juan Cruz Romero como Diego Maradona (niño)
- Laura Esquivel como Claudia Villafañe (joven)
- Julieta Cardinali como Claudia Villafañe (adulta)
- Mercedes Morán como Dalma Salvadora Franco "Doña Tota" (adulta)
- Rita Cortese como Dalma Salvadora Franco "Doña Tota" (adulta mayor)
- Pepe Monje como Diego Maradona Padre "Don Diego" (adulto)
- Claudio Rissi como Diego Maradona Padre "Don Diego" (adulto mayor)
- Fernán Mirás como Francis Cornejo
- Gabriel Schultz como Yayo Trotta
- Sebastián Molinaro como Jorge Cyterspiler (adolescente)[7]
- Peter Lanzani como Jorge Cyterszpiler (joven)
- Leonardo Sbaraglia como Guillermo Cóppola (adulto)
- Jean Pierre Noher como Guillermo Cóppola (adulto mayor)
- Darío Grandinetti como César Luis Menotti
- Marcelo Mazzarello como Carlos Bilardo

### Secundario
- Esteban Recagno como Jorge Carrascosa
- Nicolás Furtado como Daniel Passarella
- Federico D'Elía como Fernando Signorini
- Gerardo Romano como Carlos Ferro Viera
- Eva De Dominici como Lorena Gaumont (joven) (inspirada en Lucía Galán)
- Paula Morales como Lorena Gaumont (adulta) (inspirada en Lucía Galán)[8]
- Tea Falco como Cristiana Sinagra
- Milagros Barrios como Ana María "Ana" Maradona (adolescente)[9]
- Shirley Giménez como Ana María "Ana" Maradona (joven)[10]
- Luz Giménez como Elsa "Lili" Maradona (niña)[11]
- Magalí Fernández como Elsa "Lili" Maradona (adolescente)[12]
- Mayra Sánchez como Elsa "Lili" Maradona (joven)[13]
- Leonella De Vita como Rita "Kity" Maradona (niña)[14]
- Camila Pernisco como Rita "Kity" Maradona (adolescente)[15]
- Cintia Gutiérrez como Rita "Kity" Maradona (joven)[16]
- Minerva Rodríguez como María Rosa "Mary" Maradona (niña)[17]
- Micaela Romero como María Rosa "Mary" Maradona (adolescente)[18]
- Natalia Dal Molín como María Rosa "Mary" Maradona (joven)[19]
- Eber Hugo Fariña como Raúl "Lalo" Maradona (niño)[20]
- Mateo Franco como Raúl "Lalo" Maradona (adolescente)[21]
- Juan Gabriel Romero como Raúl "Lalo" Maradona (joven)[22]
- Adrián Ayala como Hugo Maradona (niño)[23]
- Lautaro Ayala como Hugo Maradona (adolescente)[24]
- Jorge Pestille como Hugo Maradona (joven)[25]
- Julieta Giménez como Claudia "Cali" Maradona (niña)[26]
- Agustina Domínguez como Claudia "Cali" Maradona (adolescente)[27]
- Sergio Boris como Abuelo José[28][29]
- Mauricio Dayub como Roque "Coco" Villafañe
- Mónica Raiola como Ana María "Pochi" Villafañe[30]
- Carolina Rojas como Dalma Maradona (niña)[31]
- Valentina Martínez como Gianinna Maradona (niña)[31]
- Marcio San Giovanni como la voz de Diego Armando Maradona Jr.

### Participaciones
- Juanma Muniagurria como Josep Pedrerol (periodista deportivo catalán)
- Martín Slipak como Dr. Marcos López (inspirado en el Dr. Jorge Romero)[32]
- Marina Bellati como Enfermera Amalia[33][34]
- Antonio Birabent como Pablo Cosentino, el dueño de la casa de alquiler en Punta del Este[35][36]
- Martín Piroyansky como Ricardo Suárez (joven), jefe de redacción de un periódico (inspirado en Guillermo Blanco, jefe de prensa de Maradona)[37]
- Mex Urtizberea como Ricardo Suárez (adulto), jefe de redacción de un periódico (inspirado en Guillermo Blanco, jefe de prensa de Maradona)[37]
- Diego Gentile como Farina, periodista[38][39]
- Fernando Fiore como Méndez, periodista[40]
- Walter Nelson como Locutor del estadio[41]
- Simón Mitre como Gregorio "Goyo" Carrizo (niño)[42]
- Pablo Andrés Mariuzzi como Gregorio "Goyo" Carrizo (adolescente)[43]
- Lucas Pose como Gregorio "Goyo" Carrizo (adolescente)[44]
- Mario Das Airas como entrenador de Argentinos Juniors[45]
- Luis Rubio como Graziano[46][47]
- Diego Alonso Gómez como Osvaldo[48][49]
- Maximiliano Ghione como Morsa[50][51]
- Martín Bucich como João Havelange, presidente de la FIFA[52]
- Roberto Caute como Jorge Rafael Videla[53]
- Gustavo Gómez Rodríguez como Jorge Rafael Videla[54]
- Jorge Paz como Leopoldo Fortunato Galtieri[55]
- María Onetto como Madre de Plaza de Mayo[28][56]
- Douglas Silva como Pelé[57]
- Romina Ricci como Mónica, una vedette[58]
- Pablo Rodríguez Albi como Ubaldo Fillol[59]
- Bruno Alcón como Leopoldo Luque[60]
- Manuel Martínez Sobrado como Hugo Orlando Gatti[60]
- Vicente Figaredo como Mario Alberto Kempes[61]
- Juan Carlos Lo Sasso como Miguel Brindisi[62]
- Hani Hatip como Beto Alonso[63]
- Juan Pablo Rebuffi como Silvio Marzolini[64]
- Fausto Duperre como Alberto Tarantini[65]
- Ignacio Lazbal como Hugo Perotti[66]
- Francisco Reyes como Juan Carlos I de España[67]
- Francesc Orella como José Luis Núñez, presidente del F. C. Barcelona[68]
- Richard Sammel como Udo Lattek, entrenador del F. C. Barcelona[69]
- Leonard Kunz como Bernd Schuster[70]
- Xabier Perurena como Javier Urruticoechea[71]
- Mikel Ibarguren como Andoni Goikoetxea[72]
- Pablo Cerri como Néstor Ladilla[73]
- Giovanni Esposito como Corrado Ferlaino, presidente del Napoli[74]
- Riccardo Scamarcio como Carmine Giuliano, jefe de la Camorra[74]
- Ezequiel Stremiz como Daniel Bertoni[75][76]
- Mónica Ayos como Yayita (inspirada en Amalia "Yuyito" González)[77][78]
- Leticia Brédice como Cecilia, secretaria de Guillermo Coppola[79][80]
- Luciano Vittori como Gustavo Flores, asistente de Bilardo en la Copa Mundial de 1986[81]
- Osqui Guzmán como Miguel Galíndez, masajista de la Selección Argentina[82]
- Inés Palombo como Amiga de Carlos Ferro Viera[83]
- Stefanía Roitman como Caro (inspirada en Nicole Neumann)[84][85]
- Sabrina Macchi como Laura[86]
- Mario Guerci como Jorge Taiana[87]
- Mariano Torre como Oscar Ruggeri[88]
- Nelson Ramos Marroquin como Ricardo Bochini

## Episodios
| N.º | Título      | Dirigido por      | Escrito por                                                | Fecha de lanzamiento original |
| --- | ----------- | ----------------- | ---------------------------------------------------------- | ----------------------------- |
| 1   | «Promesa»   | Alejandro Aimetta | Alejandro Aimetta, Guillermo Salmerón y Silvina Olschansky | 29 de octubre de 2021         |
| 2   | «Dictado»   | Alejandro Aimetta | Alejandro Aimetta, Guillermo Salmerón y Silvina Olschansky | 29 de octubre de 2021         |
| 3   | «Máquina»   | Alejandro Aimetta | Alejandro Aimetta, Guillermo Salmerón y Silvina Olschansky | 29 de octubre de 2021         |
| 4   | «Sudaca»    | Alejandro Aimetta | Alejandro Aimetta, Guillermo Salmerón y Silvina Olschansky | 29 de octubre de 2021         |
| 5   | «Roto»      | Alejandro Aimetta | Alejandro Aimetta, Guillermo Salmerón y Silvina Olschansky | 29 de octubre de 2021         |
| 6   | «Vesubio»   | Alejandro Aimetta | Alejandro Aimetta, Guillermo Salmerón y Silvina Olschansky | 5 de noviembre de 2021        |
| 7   | «Libre»     | Alejandro Aimetta | Alejandro Aimetta, Guillermo Salmerón y Silvina Olschansky | 5 de noviembre de 2021        |
| 8   | «Cristiana» | Alejandro Aimetta | Alejandro Aimetta, Guillermo Salmerón y Silvina Olschansky | 12 de noviembre de 2021       |
| 9   | «Capitán»   | Alejandro Aimetta | Alejandro Aimetta, Guillermo Salmerón y Silvina Olschansky | 19 de noviembre de 2021       |
| 10  | «Dios»      | Alejandro Aimetta | Alejandro Aimetta, Guillermo Salmerón y Silvina Olschansky | 25 de noviembre de 2021       |

## Premios y nominaciones
| Lista de premios y nominaciones | Lista de premios y nominaciones | Lista de premios y nominaciones   | Lista de premios y nominaciones                            | Lista de premios y nominaciones | Lista de premios y nominaciones |
| Año                             | Organización                    | Categoría                         | Nominado/a(s)                                              | Resultado                       | Ref(s)                          |
| ------------------------------- | ------------------------------- | --------------------------------- | ---------------------------------------------------------- | ------------------------------- | ------------------------------- |
| 2021                            | Premios Sur                     | Mejor serie                       | Maradona, sueño bendito                                    | Nominado                        | [ 89 ]                          |
| 2022                            | Premios Cóndor de Plata         | Mejor serie dramática             | Maradona, sueño bendito                                    | Nominado                        | [ 90 ] [ 91 ]                   |
| 2022                            | Premios Cóndor de Plata         | Mejor actor protagonista en drama | Nazareno Casero                                            | Nominado                        | [ 90 ] [ 91 ]                   |
| 2022                            | Premios Cóndor de Plata         | Mejor actor de reparto            | Leonardo Sbaraglia                                         | Nominado                        | [ 90 ] [ 91 ]                   |
| 2022                            | Premios Cóndor de Plata         | Mejor actor de reparto            | Peter Lanzani                                              | Ganador                         | [ 90 ] [ 91 ]                   |
| 2022                            | Premios Cóndor de Plata         | Mejor actriz de reparto           | Julieta Cardinali                                          | Nominada                        | [ 90 ] [ 91 ]                   |
| 2022                            | Premios Cóndor de Plata         | Mejor actriz de reparto           | Rita Cortese                                               | Ganadora                        | [ 90 ] [ 91 ]                   |
| 2022                            | Premios Cóndor de Plata         | Mejor guion original              | Alejandro Aimetta, Guillermo Salmerón y Silvina Olschansky | Nominados                       | [ 90 ] [ 91 ]                   |
| 2022                            | Premios Cóndor de Plata         | Mejor dirección de fotografía     | Hugo Colace y Rodrigo Pulpeiro                             | Nominados                       | [ 90 ] [ 91 ]                   |
| 2022                            | Premios Cóndor de Plata         | Mejor dirección de arte           | Sebastián Orgambide                                        | Nominado                        | [ 90 ] [ 91 ]                   |
| 2022                            | Premios Cóndor de Plata         | Mejor diseño de vestuario         | Connie Balduzzi                                            | Nominada                        | [ 90 ] [ 91 ]                   |
| 2022                            | Premios Cóndor de Plata         | Mejor maquillaje y peluquería     | Ángela Garacija y Jorge Palacios                           | Nominados                       | [ 90 ] [ 91 ]                   |
| 2022                            | Premios Cóndor de Plata         | Mejor diseño de sonido            | Arturo Zárate A.                                           | Nominado                        | [ 90 ] [ 91 ]                   |